# Шајло (Илиноис)
Шајло (енгл. Shiloh) град је у америчкој савезној држави Илиноис.

## Демографија
По попису из 2010. године број становника је 12.651, што је 5.008 (65,5%) становника више него 2000. године.
| Група             | 2000.         | 2010.         |
| Белци             | 6.153 (80,5%) | 8.702 (68,8%) |
| Афроамериканци    | 1.018 (13,3%) | 2.753 (21,8%) |
| Азијати           | 137 (1,8%)    | 380 (3,0%)    |
| Хиспаноамериканци | 200 (2,6%)    | 403 (3,2%)    |
| Укупно            | 7.643         | 12.651        |